# Keetmanshooper Nachrichten
Die Keetmanshooper Nachrichten waren eine deutschsprachige Zeitung, die 1911 (anderen Quellen nach bis 1912) in Keetmanshoop in Deutsch-Südwestafrika, dem heutigen Namibia, erschien. Sie ging in der Keetmanshooper Zeitung (1912–1914) auf.
Die Keetmanshooper Nachrichten erschienen montags bis samstags.